# František Štěpánek (režisér)
František Štěpánek (29. května 1922 Náchod – 13. října 2000 Praha) byl český divadelní režisér.

## Život
Absolvoval gymnázium v Náchodě a spolupracoval s místními ochotníky. Působil nejprve v rozhlase v Brně a ve Státním divadle v Brně. Od roku 1952 pracoval jako režisér v Armádním uměleckém divadle E. F. Buriana a od září 1955, po odchodu divadla ze svazku s armádou, v jeho obnoveném D 34. V roce 1957 obdržel pozvání ředitele tehdejšího Ústředního divadla Československé armády (později Divadla na Vinohradech) Jana Škody k angažmá v tomto divadle. V Divadle na Vinohradech pak působil jako režisér až do roku 1988.
Byl rovněž profesorem na Divadelní fakultě AMU v Praze .

## Citát
Tak především: soubor D 34 je dnes zas stylově jednolitý a výrazně osobitý… Až do nedávna – zhruba do návratu Burianovy Vojny roku 1955 – žily zde po nějakou dobu v proměnlivém poměru slohy dva. První, burianovský, stojící v defenzivě a dočasně zapíraný i E. F. Burianem, a druhý, neburianovský, neodlišující se příliš od stylů ostatních scén. Nejvýraznějším a nejlepším představením v neburianovském stylu byla nesporně Štěpánkova inscenace Matky s Otýlií Beníškovou v titulní roli. – František Černý

## Divadelní režie, výběr
- 1951 J. A. Burjakovskij: Lidé, bděte!, Státní divadlo Brno
- 1952 J. K. Tyl: Krvavé křtiny, Armádní umělecké divadlo (E. F. Buriana)
- 1953 Karel Čapek: Matka, Armádní umělecké divadlo (E. F. Buriana)
- 1954 L. N. Tolstoj: Vzkříšení, Armádní umělecké divadlo (E. F. Buriana)
- 1954 Maxim Gorkij: Vassa Železnovová, Armádní umělecké divadlo (E. F. Buriana)
- 1955 Fráňa Šrámek: Léto, obnovené D 34 (E. F. Buriana)
- 1955 Jean-Paul Sartre: Někrasov (Holá pravda), obnovené D 34 (E. F. Buriana)
- 1957 Bertolt Brecht, Lion Feuchtwanger: Vidění Simonky Machardové, Ústřední divadlo Československé armády
- 1958 František Pavlíček: Kníže Bruncvík, Ústřední divadlo Československé armády (první provedení hry)
- 1958 Peter Karvaš: Meteor (zájezdová inscenace – Ústřední divadlo Československé armády)
- 1958 Jiří Mahen: Mezi dvěma bouřkami, Ústřední divadlo Československé armády
- 1959 Georges Farquhar, Bertolt Brecht: Bubny a trumpety, Ústřední divadlo Československé armády
- 1959 L. D. Agranovič: Čertova říčka, Ústřední divadlo Československé armády (československá premiéra)
- 1959 Nâzım Hikmet: Damoklův meč, Ústřední divadlo Československé armády
- 1960 Oleg Stukalov: Domek z karet, Ústřední divadlo Československé armády
- 1960 F. G. Lorca: Čarokrásná ševcová, Ústřední divadlo Československé armády
- 1961 V. F. Panovová: Bílé noci, na shledanou, Divadlo československé armády (československá premiéra)
- 1961 Bohumil Březovský: Nebezpečný věk, Divadlo československé armády
- 1962 William Shakespeare: Zkrocení zlé ženy, Divadlo československé armády
- 1962 Eugene O'Neill: Miliónový Marco, Divadlo československé armády
- 1964 J. Robert, Henri Julien-Jeanson: Marie Octobre, Divadlo československé armády
- 1964 Jaroslav Dietl: Slečnu pro jeho excelenci, soudruzi!, Divadlo československé armády (poprvé uvedeno 20.11.1964, premiéra zakázána [6])
- 1964 Henrik Ibsen: Nápadníci trůnu, Divadlo československé armády
- 1965 W. Hildesheimer, Carlo Goldoni: Podivná příhoda aneb Jak neprovdat dceru, Divadlo československé armády (československá premiéra)
- 1965 G. B. Shaw: Caesar a Kleopatra, Divadlo československé armády
- 1966 Luigi Pirandello: Člověk, zvíře a ctnost, Divadlo na Vinohradech
- 1966 August Strindberg: Královna Kristina, Divadlo na Vinohradech
- 1967 Bohumil Březovský: Všechny zvony světa, Divadlo na Vinohradech (první provedení hry)
- 1968 G. B. Shaw: Pygmalion, Divadlo na Vinohradech
- 1968 Jean Anouilh: Miláček Ornifle, Divadlo na Vinohradech (česká premiéra)
- 1969 Anonym: Jak mordovali Ardena, Divadlo na Vinohradech
- 1969 Alfred Savoir: Malá Kateřina, Divadlo na Vinohradech
- 1970 Sean O'Casey: Purpurový prach, Divadlo na Vinohradech (československá premiéra)
- 1970 Peter Like: Hadrián VII., Divadlo na Vinohradech (československá premiéra)
- 1971 William Shakespeare: Mnoho povyku pro nic, Divadlo na Vinohradech (z představení byl v roce 1972 pořízen filmový záznam)
- 1972 Alois a Vilém Mrštíkové: Maryša, Divadlo na Vinohradech
- 1972 Karel Čapek: Loupežník, Divadlo na Vinohradech
- 1973 J. K. Tyl: Strakonický dudák, Divadlo na Vinohradech
- 1973 Bohuslav Březovský: Železný strop, Národní divadlo/Tylovo divadlo (j.h.)
- 1974 Neil Simon: …vstupte!, Divadlo na Vinohradech (československá premiéra)
- 1975 Jan Otčenášek, Josef Vaculík: Vila Hedvika, Divadlo na Vinohradech (první provedení hry)
- 1975 Vladislav Vančura, František Štěpánek: Rozmarné léto, Divadlo na Vinohradech (první provedení hry)
- 1976 Milan Calábek: Čas nočního světla, Divadlo na Vinohradech
- 1977 Romain Rolland, Věra Eliášová: Dobrý člověk ještě žije, Divadlo na Vinohradech (první provedení hry)
- 1977 Valentin Čornych: Služební cesta, Divadlo na Vinohradech (československá premiéra)
- 1978 Josef Kajetán Tyl: Tvrdohlavá žena, Divadlo na Vinohradech
- 1979 William Shakespeare: Romeo a Julie, Divadlo na Vinohradech
- 1981 F. F. Šamberk: Jedenácté přikázání, Divadlo na Vinohradech
- 1982 Jan Drda: Dalskabáty, hříšná ves, Divadlo na Vinohradech
- 1983 Alexej Arbuzov: Úspěšná žena, Divadlo na Vinohradech (československá premiéra)
- 1984 N. Richard Nash: Obchodník s deštěm, Divadlo na Vinohradech
- 1988 Herb Gardner: Já nejsem Rappaport, Divadlo na Vinohradech (československá premiéra)